# Église Saint-Aignan de Sept-Forges
Pour les articles homonymes, voir Église Saint-Aignan.
L'église Saint-Aignan est une église catholique située à Sept-Forges, en France.

## Localisation
L'église est située dans le département français de l'Orne, à l'est du bourg de Sept-Forges.

## Historique
L'église primitive semble dater de l'époque romane.
Le clocher, datant du XVIe siècle, est inscrit au titre des monuments historiques depuis le 17 février 1928.

## Architecture

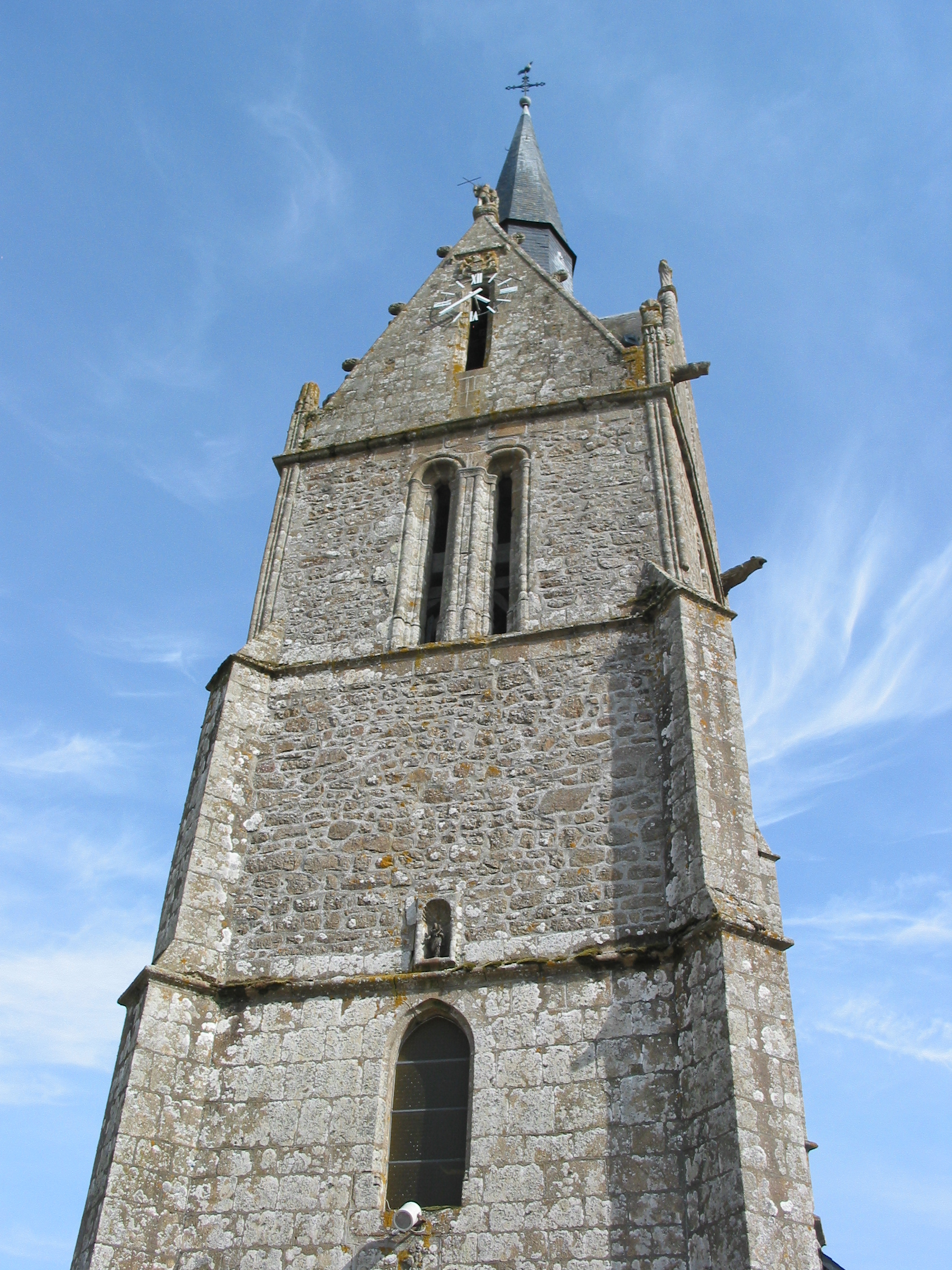
Le clocher.

Le clocher est d'architecture Renaissance. Sa tour carrée comporte des baies jumelées à la hauteur des cloches. Sur chaque face, un pignon est orné de crochets, ajouré par une fenêtre étroite, surmonté d'une statuette et accompagné d'une gargouille. Une flèche surmonte l'ensemble.